# 꼭지근
꼭지근(papillary muscle) 또는 꼭지근육 또는 유두근(乳頭筋)은 심장의 심실에 위치하는 근육이다. 방실판막(승모판과 삼첨판)의 첨판에 힘줄끈을 통해 붙어 있는 근육으로, 심실의 수축기 동안 꼭지근은 수축하여 판막이 뒤집히거나 탈출하지 않도록 방지하는 역할을 한다. 꼭지근은 총 심장 질량의 10% 정도를 차지한다.

## 구조
심장에는 우심실에 3개, 좌심실에 2개로 총 5개의 꼭지근이 존재한다. 우심실의 꼭지근은 앞, 뒤, 사이막꼭지근(anterior, posterior, septal)으로 구성되어 있으며 힘줄끈을 통해 삼첨판에 붙는다. 좌심실의 꼭지근에는 앞가쪽과 뒤안쪽(anterolateral, posteromedial) 꼭지근이 있으며 힘줄끈을 통해 승모판에 붙는다.

### 혈액 공급
승모판에 연결된 꼭지근은 앞가쪽과 뒤안쪽 꼭지근으로 불린다.
- 앞가쪽 꼭지근의 혈액 공급은 왼앞내림동맥(LAD)의 가지인 대각가지(diagonal branch)와 왼휘돌이동맥(LCX)의 가지인 왼모서리가지에 의해 이루어진다.
- 뒤안쪽 꼭지근의 혈액 공급은 오른관상동맥(RCA)의 가지인 뒤심실사이동맥에 의해 이루어진다.

뒤안쪽 꼭지근의 혈액 공급은 오직 한 동맥을 통해서만 이루어지기 때문에 파열이 가장 흔하게 나타나는 장소가 뒤안쪽 꼭지근이다. 오른관상동맥 폐쇄가 꼭지근 파열의 원인이 될 수 있다.

## 기능
우심실과 좌심실의 꼭지근은 모두 수축기 직전부터 수축하기 시작하여 수축기 내내 긴장을 유지한다. 꼭지근은 수축하여 방실판막이 제자리에서 탈출하는 것을 막아, 심실의 혈액이 심실 내의 높은 압력 때문에 다시 심방으로 역류하지 못하도록 한다.

## 임상적 중요성
심근 경색으로 인해 꼭지근이 파열될 수 있으며, 허혈로 인해 꼭지근의 기능 이상이 나타날 수 있다. 두 합병증 모두 승모판 역류의 악화로 이어질 수 있다.

## 추가 이미지
위키미디어 공용에 꼭지근 관련 미디어 분류가 있습니다.

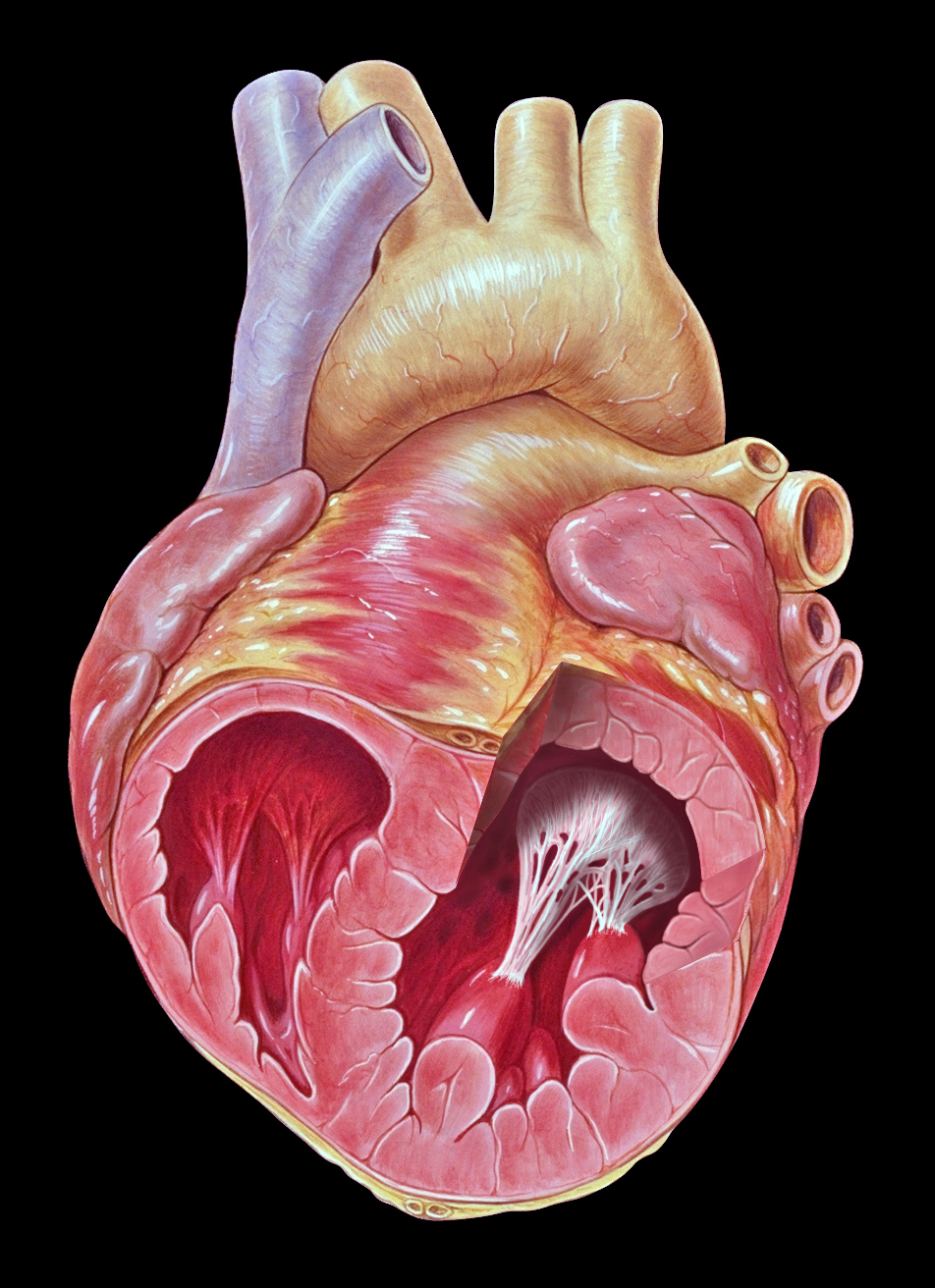
꼭지근과 힘줄끈이 보이도록 연 심장의 모습.
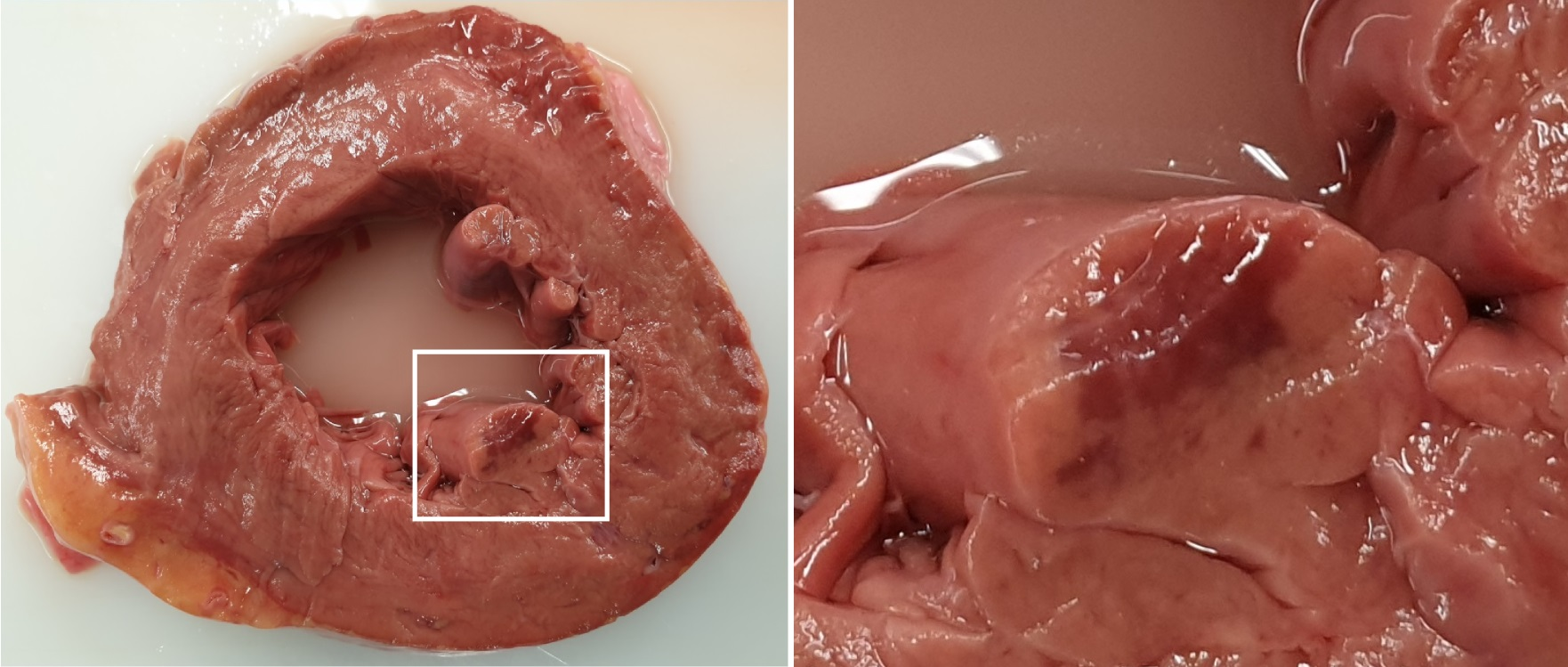
꼭지근의 경색.
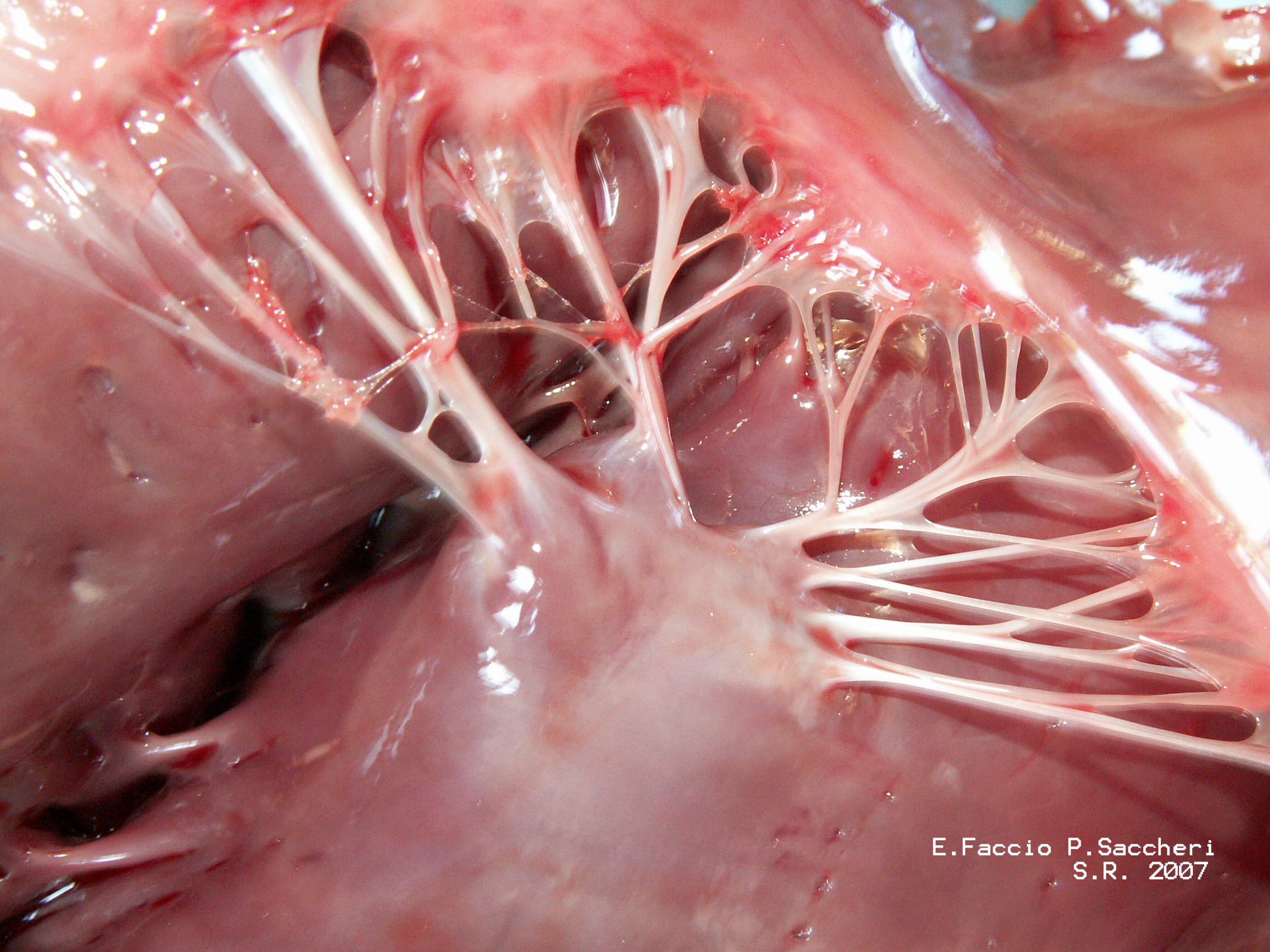
꼭지근과 힘줄끈.
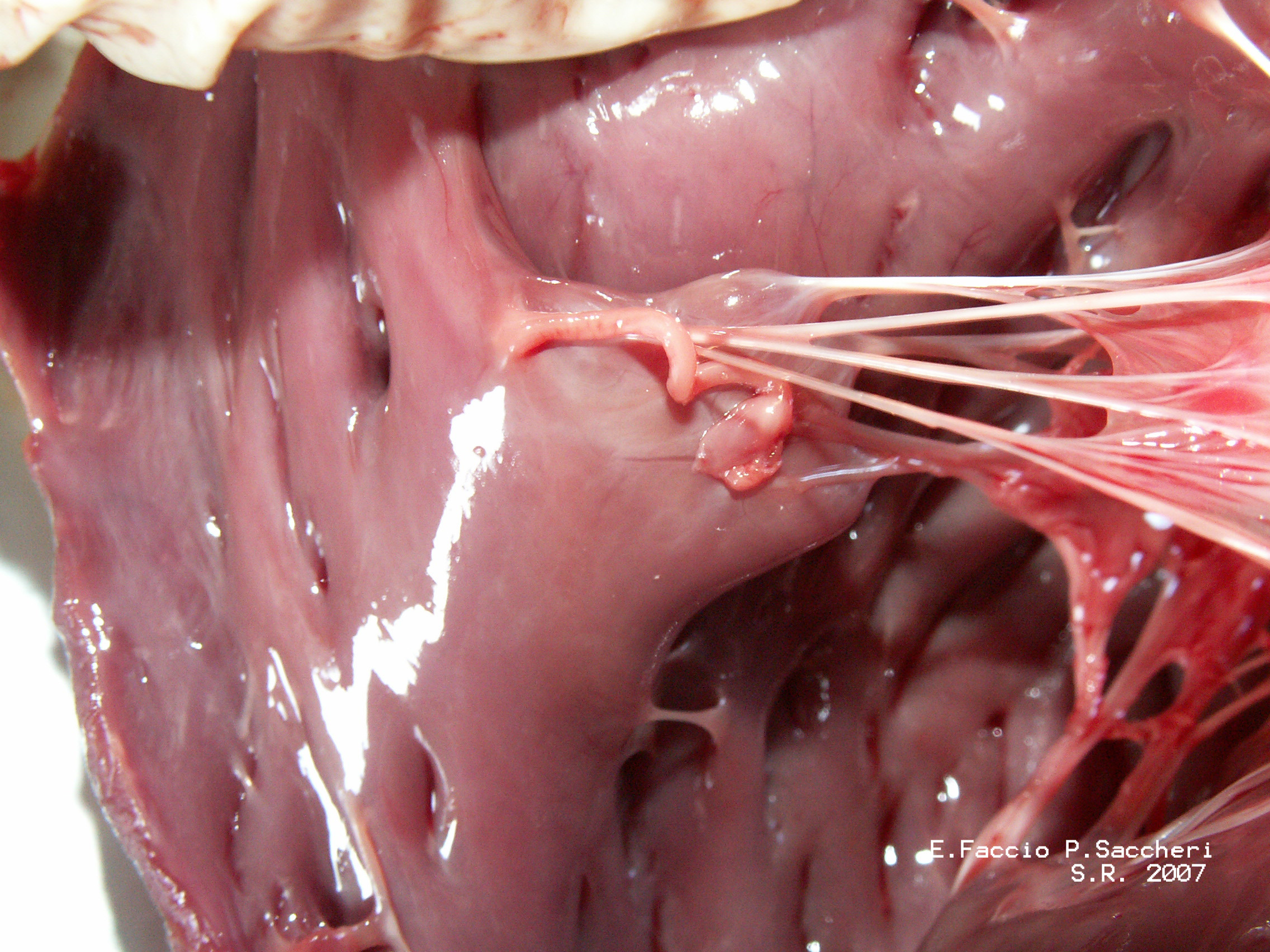
꼭지근과 힘줄끈.
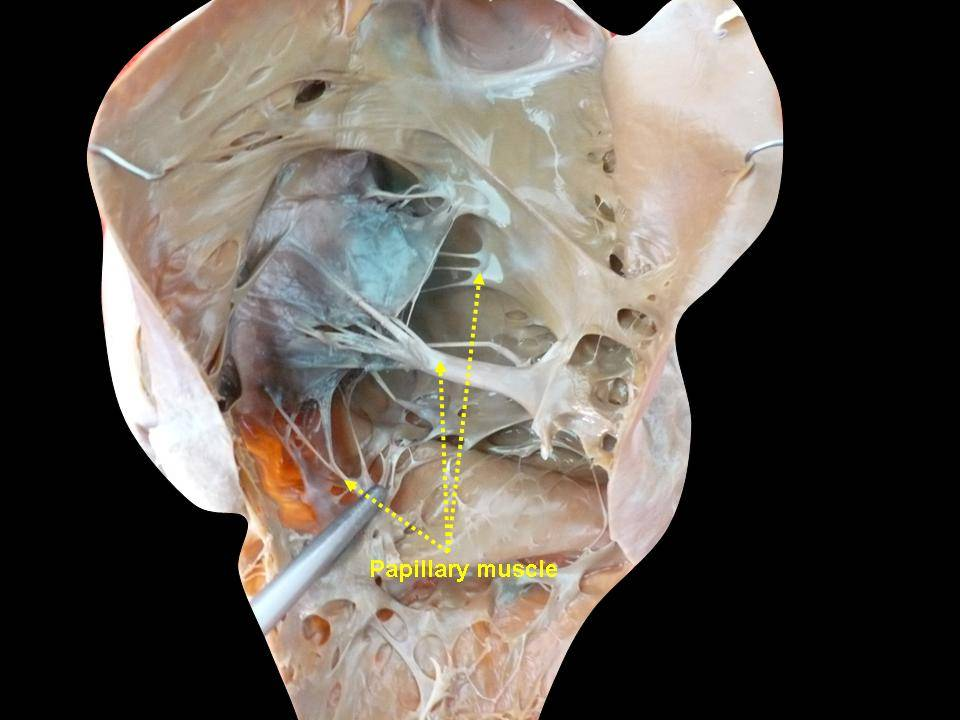
깊은 곳까지 해부하여 꼭지근이 보이게 한 사진.

## 같이 보기
- 힘줄끈
- 되돌이후두신경